# Coupe du Portugal de football 2007-2008
Navigation
2006-2007 2008-2009
La Coupe du Portugal de football 2007-2008 est la 68e édition de la Coupe du Portugal de football, considéré comme le deuxième trophée national le plus important derrière le championnat. 
La finale est jouée le 18 mai 2008, à l'Estádio Nacional do Jamor, entre le FC Porto et le Sporting Clube de Portugal. Le Sporting CP remporte son quinzième titre en battant Porto 2 à 0 en prolongation.

## Finale
| 18 mai 2008 | FC Porto         | 0 - 2 (après prolongation) | Sporting Clube de Portugal | Estádio Nacional do Jamor        |                                  |
|             |                  | (0 - 0)                    |                            | Arbitrage : Olegário Benquerença | Arbitrage : Olegário Benquerença |
|             | Feuille de match |                            |                            | Arbitrage : Olegário Benquerença | Arbitrage : Olegário Benquerença |